# 그리스키르헨군

그리스키르헨군의 위치

그리스키르헨군(독일어: Bezirk Grieskirchen)은 오스트리아 오버외스터라이히주에 위치한 군으로 행정 중심지는 그리스키르헨이며 면적은 579.0km2, 인구는 61,960명(2001년 기준), 인구 밀도는 110명/km2이다. 북서쪽으로는 셰르딩군, 북동쪽으로는 로어바흐군, 동쪽으로는 에페르딩군, 벨스란트군, 남쪽으로는 푀클라브루크군, 서쪽으로는 리트임인크라이스군과 접한다.

## 하위 행정 구역
2개 도시, 14개 시장도시, 17개 일반 시를 관할한다.
- 도시
  - 그리스키르헨(Grieskirchen)
  - 포이어바흐(Peuerbach)
- 시장도시
  - 바트샬러바흐(Bad Schallerbach)
  - 갈스파흐(Gallspach)
  - 가스폴트스호펜(Gaspoltshofen)
  - 하크암하우스루크(Haag am Hausruck)
  - 호프키르헨안데어트라트나흐(Hofkirchen an der Trattnach)
  - 케마텐암인바흐(Kematen am Innbach)
  - 나테른바흐(Natternbach)
  - 노인키르헨암발데(Neukirchen am Walde)
  - 노이마르크트임하우스루크크라이스(Neumarkt im Hausruckkreis)
  - 프람(Pram)
  - 슐뤼슬베르크(Schlüßlberg)
  - 타우프키르헨안데어트라트나흐(Taufkirchen an der Trattnach)
  - 바이첸키르헨(Waizenkirchen)
  - 발레른안데어트라트나흐(Wallern an der Trattnach)
- 일반 시
  - 아이스터스하임(Aistersheim)
  - 에셰나우임하우스루크크라이스(Eschenau im Hausruckkreis)
  - 게볼츠키르헨(Geboltskirchen)
  - 하일리겐베르크(Heiligenberg)
  - 칼함(Kallham)
  - 메겐호펜(Meggenhofen)
  - 미하엘른바흐(Michaelnbach)
  - 폴함(Pollham)
  - 푀팅(Pötting)
  - 로텐바흐(Rottenbach)
  - 장크트아가타(St. Agatha)
  - 장크트게오르겐바이그리스키르헨(St. Georgen bei Grieskirchen
  - 장크트토마스(St. Thomas)
  - 슈테겐(Steegen)
  - 톨레트(Tollet)
  - 바이베른(Weibern)
  - 벤들링(Wendling)